# 大井川鉄道cトキ200形貨車
大井川鉄道cトキ200形貨車（おおいがわてつどうcトキ200がたかしゃ）は大井川鐵道井川線で使われている貨車。

## 概要
木製のあおり戸と妻板をもつ、2軸ボギー無蓋車である。日本国有鉄道（国鉄）トキ10形を縮小したような形状で、「トキ」を称するものの荷重は16トンで、国鉄でいえば"ム"級の荷重に過ぎない。1953年（昭和28年）に井川線が中部電力の専用線として全通するのに備えて、同年12月に製造された形式である。
cトキ201 - 225の25両が三菱重工業で、cトキ226 - 250の25両が近畿車輛でそれぞれ製造された。当時のダム建設で、大井川を流送できなくなった木材輸送に主に用いられ、cワフ0形と連結して大井川本線にも乗り入れた。また、井川線として旅客営業が開始されてからは、乗客が多く客車だけでは足りない場合に、旅客列車に使用されたこともある。
その後は、貨物輸送の減少と旅客輸送の増加から、廃車・解体されたり、同社スロニ200形・スロフ300形・スハフ500形・クハ600形などの客車に改造されるなどして数を減らしているが、2022年（令和4年）現在ではcトキ226 - 230の5両が在籍しており、事業用として石炭ガラの輸送などにも使用されている。全50両のうち、cトキ231・232の2両は1978年（昭和53年）1月17日付で、cトキ208 - 210の3両は1990年（平成2年）5月22日付で、cトキ233 - 250の18両は1972年（昭和47年）11月15日付でそれぞれ廃車となったが、cトキ201 - 207・211 - 225の22両は客車に改造された。改造車両の詳細は以下のとおり。
| 車号     | 除籍時期       | 新車号           | 竣工時期      |
| -------- | -------------- | ---------------- | ------------- |
| cトキ201 | 2001年4月2日   | スロフ316        | 2001年4月25日 |
| cトキ202 | 不明           | スロフ315        | 2000年4月25日 |
| cトキ203 | 不明           | スロフ314        | 1999年3月30日 |
| cトキ204 | 不明           | スロフ310（2代） | 1991年7月     |
| cトキ205 | 不明           | スロフ311        | 1991年7月     |
| cトキ206 | 不明           | スロフ312        | 1991年7月     |
| cトキ207 | 不明           | スロフ313        | 1991年7月     |
| cトキ211 | 不明           | スロフ309        | 1987年1月12日 |
| cトキ212 | 不明           | スロフ310（2代） | 1987年1月12日 |
| cトキ213 | 1983年4月      | スロフ308        | 1983年7月7日  |
| cトキ214 | 1981年5月      | スロフ307        | 1981年7月2日  |
| cトキ215 | 1979年3月      | スロフ306        | 1979年7月7日  |
| cトキ216 | 1978年10月     | スロフ305        | 1979年1月9日  |
| cトキ217 | 1972年11月15日 | スハフ501        | 1972年12月    |
| cトキ218 | 1972年11月15日 | スハフ502        | 1972年12月    |
| cトキ219 | 1972年11月15日 | スハフ503        | 1972年12月    |
| cトキ220 | 1962年7月      | スロフ303        | 1962年7月20日 |
| cトキ221 | 1962年7月      | スロフ304        | 1962年7月20日 |
| cトキ222 | 1962年2月      | スロフ301        | 1962年5月29日 |
| cトキ223 | 1962年2月      | スロフ302        | 1962年5月29日 |
| cトキ224 | 1961年7月      | スロニ201        | 1961年8月4日  |
| cトキ225 | 1961年7月      | スロニ202        | 1961年8月4日  |

井川線において井川方に連結した制御客車（クハ600形）から千頭方に連結した機関車（DD20形・ED90形）を制御するための引き通し線をもつが、これは日本の貨車としては極めて珍しい。引き通し線をもつ理由はアプト式区間を運行するためである。